# Manuel Perez
Emanuel 'Manuel' Perez (28 december 1871 – New York, 1946) was een Amerikaanse jazzkornettist en orkestleider van de dixielandjazz.

## Biografie
Sommige details van zijn vroege leven blijven onduidelijk. Hij werd geboren in een Creole of Color-familie van Spaanse, Franse en Afrikaanse afkomst. Een van zijn voorouders was een officier van het vrije zwarte regiment dat vocht in de slag om New Orleans.
Rond de eeuwwisseling werd Perez lid van de Onward Brass Band, die hij leidde van 1903 tot 1930. Hij formeerde ook zijn eigen brassband, het Imperial Orchestra, die actief was van 1901-1908. De Onward Brass Band was een van de meest gerespecteerde van zijn tijd. Enkele van de bekendste spelers in New Orleans maakten deel uit van de band, waaronder King Oliver, Peter Bocage, Henry Kimball, Lorenzo Tio, Luis Tio, George Baquet, Isidore Barbarin en Benny Williams. Het Perez en Oliver twee cornet of trompet team was een van de meest bekende in New Orleans. Perez stond bekend om zijn mooie toon, waarbij hij dicht bij de leiding bleef, terwijl Oliver variaties improviseerde als tweede cornetpartij.
Later ging Perez in 1915 noordwaarts naar Chicago, waar hij speelde met Charles Elgars Creole Orchestra in het Arsonia Cafe en ook met de Arthur Sims Band. Hoewel Elgar en zijn Creole Orchestra in deze periode een aantal kanten (albums) opnamen, is Perez op geen van deze vroege opnamen te horen.
Terugkerend naar de Crescent City in de jaren 1920, speelde hij in het District (Storyville) op excursies met de stoomboot met Fate Marable en in optochten met het Maple Leaf Orchestra. Perez kreeg in 1930 een beroerte. In deze periode werkte hij samen met zijn broer, die een verhuisbedrijf had, terwijl hij een winkel voor tweedehands meubelen runde.

## Stijl en nalatenschap
Louis Armstrong verklaarde: 'Manuel en Joe King Oliver speelden samen in de Onward Brass Band, echt iets om naar te luisteren als ze optraden voor optochten en begrafenissen. Ze hadden twaalf muzikanten in hun brassband. Eddie Jackson zwaaide altijd echt met de tuba toen de band marsen speelde. Ze klonken als een veertigkoppige brass-swingband'. Armstrong zou de fanfare in de tweede lijn volgen, terwijl hij luisterde naar die vroege muzikanten die hij in zijn jeugd verafgoodde.
In tegenstelling tot Buddy Bolden en zijn meer improvisatievrije benadering, was Perez een zichtlezer en zeer technische muzikant, sommigen beweren dat hij het spel van Bolden verfijnde en meer een orkestrale (bigband) stijl toestond. Sidney Bechet merkt op: 'Manuel Perez was er een. Hij was een muzikant en hij was oprecht. Hij bleef bij zijn instrument'. In de terminologie van musici uit New Orleans uit het begin van de 20e eeuw was een musicus iemand met een goede technische vaardigheid op zijn instrument en bedreven in het lezen van geschreven muziek op zicht.
Manuel Perez was een innovator, met een superieur geluid. Zijn nalatenschap kan het best worden begrepen door te kijken naar de muzikanten die hem prezen en de stijlen die hij beïnvloedde. King Oliver werd de jazz-impresario van Chicago. Sidney Bechet toerde de wereld rond met enkele van dezelfde geluiden die Perez zelf had gespeeld, terwijl hij met andere bands vocht op het neutrale terrein van Claiborne Avenue en eenzaam aan de oevers van de Mississippi zat.

## Overlijden
Perez had een reeks beroertes gehad waardoor hij gehandicapt was en in 1946 stierf.